# Nobody Gets Me
"Nobody Gets Me" é uma canção gravada pela cantora estadunidense SZA, presente em seu segundo álbum de estúdio SOS (2022) A faixa foi enviada para estações de rádio italianas através da Sony Music em 6 de janeiro de 2023, como o quarto single do álbum. A canção alcançou a décima posição na Billboard Hot 100 dos Estados Unidos, no Canadian Hot 100 no Official New Zealand Music Chart.

## Antecedentes
Em 9 de junho de 2017, SZA lançou seu álbum de estreia, Ctrl. O álbum recebeu críticas positivas da mídia especializada, que elogiaram seus vocais e o estilo musical eclético, bem como pelo impacto emocional e natureza confessional de suas composições. Seu próximo álbum de estúdio foi, portanto, muito aguardado, e ela aludiu à sua conclusão já em agosto de 2019, durante uma entrevista com o DJ Kerwin Frost.
Comentando sobre o processo criativo por trás do álbum, SZA afirmou que o projeto seria tão sincero e pessoal quanto Ctrl: "Este próximo álbum é ainda mais sobre eu ter menos medo de quem sou eu quando não tenho escolha? Quando não estou tentando para me curar e conter". Quando SZA deu uma entrevista para a revista Cosmopolitan para a edição de fevereiro de 2021, ela falou sobre seu processo criativo por trás da concepção do álbum. Ela disse: "este álbum vai ser a merda que me fez sentir algo no meu... aqui e aqui".
Entre abril a maio de 2022, SZA disse aos meios de comunicação que havia terminado o álbum recentemente no Havaí e disse que era seu trabalho mais identificável ou "unissex" que ela havia feito até o momento. Durante uma entrevista com a Complex, ela descreveu a composição do álbum, "Não tenho ideia de como soa para mais ninguém. Eu realmente não sei. É tão bizarro. É estranho que eu não consiga identificar. É um pouco de tudo", acrescentando que certas faixas do álbum tinham um som suave ou balada. SZA, em uma reportagem de capa do Consequence, comentou ainda sobre seus planos de experimentar vários gêneros. Ela afirmou que era "preguiçoso" reduzi-la a uma artista de R&B: "A música negra não precisa ser apenas R&B [...] Por que não podemos ser apenas expansivos e não redutivos?".
Durante uma entrevista para a capa da Billboard, em novembro, SZA revelou que o título de seu segundo álbum era SOS, com lançamento previsto para o próximo mês. Em 3 de dezembro de 2022, ela anunciou que seria lançado em 9 de dezembro e, dois dias depois, postou a lista de faixas no Twitter.

## Composição lírica
SZA e Punch, presidente de sua gravadora Top Dawg Entertainment, falaram longamente sobre o som do SOS durante uma entrevista à Rolling Stone. A composição do álbum é eclética; SZA incorporou elementos do R&B "tradicional" ao álbum, mas também se inspirou em vários artistas do jazz, hip hop, rock alternativo e música country. Sobre a ampla gama de estilos musicais incorporados ao SOS, Punch comentou: "É um novo capítulo. Ela não tem medo de tentar certas coisas agora" combina dois desses gêneros—rock alternativo e country—com um estilo musical folclórico contemporâneo. Jon Caramanica, do The New York Times, escreveu que a composição se inclinava para o country alternativo.
Na letra, SZA relembra as memórias que teve com o ex-noivo, narra todos os eventos que prejudicaram o relacionamento deles e levaram ao rompimento, e explica como ela se sentiu depois disso. SZA falou sobre a história da música em uma entrevista para uma estação de rádio antes do lançamento do álbum; ela disse ao anfitrião que terminar com ele era como se banir para o inferno pelo resto da vida porque ele era a única pessoa que ela achava que poderia entender seus sentimentos. Ela tentou reacender o relacionamento deles, mas acabou se arrependendo de sua decisão e também comparou a experiência a ir para o inferno.

## Histórico de lançamento
| Região         | Data de lançamento    | Formato                | Gravadora    |
| -------------- | --------------------- | ---------------------- | ------------ |
| Itália         | 6 de janeiro de 2023  | Radio airplay          | Sony Music   |
| Estados Unidos | 10 de janeiro de 2023 | Contemporany hit radio | Top Dawg RCA |